# Harrisoniella hopkinsi
Harrisoniella hopkinsi är en insektsart som beskrevs av Eichler 1952. Harrisoniella hopkinsi ingår i släktet Harrisoniella och familjen fjäderlöss. Inga underarter finns listade i Catalogue of Life.